# World Top Four maschile 1988
La I World Top Four di pallavolo maschile si è svolta nel 1988 a Hiroshima, in Giappone. Al torneo hanno partecipato 4 squadre nazionali e la vittoria è andata per la prima volta all'URSS.

## Squadre partecipanti
- Argentina
- Giappone
- Stati Uniti
- Unione Sovietica

## Fase unica

### Finali 1º e 3º posto
|  | Semifinali       | Semifinali       | Semifinali  |             |                  | Finale           | Finale    | Finale   |  |
|  |                  |                  |             |             |                  |                  |           |          |  |
|  | Unione Sovietica | Unione Sovietica | 3           |             |                  |                  |           |          |  |
|  | Unione Sovietica | Unione Sovietica | 3           |             |                  |                  |           |          |  |
|  | Argentina        | Argentina        | 0           |             |                  |                  |           |          |  |
|  | Argentina        | Argentina        | 0           |             | Unione Sovietica | Unione Sovietica | 3         |          |  |
|  |                  |                  |             |             | Unione Sovietica | Unione Sovietica | 3         |          |  |
|  |                  |                  | Stati Uniti | Stati Uniti | 2                |                  |           |          |  |
|  | Stati Uniti      | Stati Uniti      | Stati Uniti | Stati Uniti | 2                | 3                |           |          |  |
|  | Stati Uniti      | Stati Uniti      |             |             |                  | 3                |           |          |  |
|  | Giappone         | Giappone         | 0           |             |                  | 3º posto         | 3º posto  | 3º posto |  |
|  | Giappone         | Giappone         | 0           |             |                  |                  |           |          |  |
|  |                  |                  |             |             |                  |                  |           |          |  |
|  |                  |                  |             |             |                  | Argentina        | Argentina | 3        |  |
|  |                  |                  |             |             |                  | Argentina        | Argentina | 3        |  |
|  |                  |                  |             |             |                  | Giappone         | Giappone  | 0        |  |

## Classifica finale
| Classifica | Squadre          |
| ---------- | ---------------- |
|            | Unione Sovietica |
|            | Stati Uniti      |
|            | Argentina        |
| 4          | Giappone         |